# Farmaceutica Aesculap
Farmaceutica Aesculap Târgu Mureș este o companie farmaceutică din România.
Firma cuprinde o divizie de distribuție, care operează în județele Mureș, Harghita, Covasna, Bistrița, Sibiu, Cluj și Alba.
La finalul anului 2007, Farmceutica Aesculap avea o rețea de 45 de farmacii, localizate în județele Mureș și Harghita.
Acționarul majoritar este compania americană Arrow Pharmaceuticals Florida.
Cifra de afaceri:
- 2007: 61,9 milioane lei[1]
- 2006: 44,1 milioane lei[1]